# Rune Grammofon
Rune Grammofon est un  label discographique norvégien.

## Histoire
Rune Grammofon est fondé en 1998 par Rune Kristoffersen. La réputation du label consacré à la musique électronique, au jazz, et à la musique improvisée a grandi durant les années, les artistes produit ont notamment fait parler d'eux dans des magazines tels que The Wire.
Le label a produits différents artistes, comme Supersilent, groupe de musique improvisée, dont font partie Deathprod et Arve Henriksen, également produits par Rune Grammofon.
En novembre 2003 le label célèbre sa trentième sortie en publiant un set qui comprenait un livre, notamment illustré par Kim Hiorthøy ainsi que deux compilations. Une seconde édition améliorée est publiée en 2008.